# История почты и почтовых марок Островов Теркс и Кайкос
История почты и почтовых марок Островов Теркс и Кайкос охватывает развитие почтовой связи Теркса и Кайкоса — британской заморской территории в Карибском море, состоящей из двух групп субтропических островов в Вест-Индии (более крупные острова — Кайкос и более мелкие — Теркс), в южной части Багамских островов к юго-востоку от Маягуаны и к северу от острова Гаити, с административным центром в Коберн-Тауне. Собственные почтовые марки эмитируются здесь с 1867 года. В качестве заморской территории Великобритании острова входят во Всемирный почтовый союз (ВПС), а почтовые функции на их территории осуществляет предприятие англ. TCI Postal and Philatelic Bureau Services.

## Развитие почты
История почты на островах Теркс и Кайкос связана с английским колониальным управлением. Первые шаги в установлении почтового сообщения островов с остальным миром были, однако, неудачными. Первый британский корабль «RMS Medina», обслуживавший Королевскую почту, потерпел крушение на Северном рифе вблизи Гранд-Терка и был потерян в море в 1842 году. В результате этого установленные трансатлантические маршруты почты были изменены, и острова больше не были запланированной остановкой на их пути. В течение следующего десятилетия вся почта должна была перевозиться через остров Сент-Томас, удалённый на расстоянии 450 миль (730 км), на шхуне, финансировавшейся на местном уровне.
В 1852 году Фредерик Форт, тогдашний президент Совета Теркса и Кайкоса, основал на Гранд-Терке постоянное почтовое отделение и убедил власти Соединённого Королевства вновь открыть прямой почтовый маршрут. При этом для безопасности судовождения в том же году на острове был построен маяк. До 1867 года здесь использовались почтовые марки Ямайки.
По мере роста населения и развития других островов — Южного Кайкоса, Северного Кайкоса и Провиденсиалиса — в конечном итоге на них были также учреждены почтовые отделения.
В дальнейшем организация почтового дела на Островах Теркс и Кайкос определялась тем, что долгое время, до провозглашения независимости Ямайки 6 августа 1962 года, они находились в составе Ямайки, а затем, в 1962 году, стали отдельной коронной колонией. В течение короткого периода (1958—1962 годов) острова были частью Федерации Вест-Индии. В 1981 году острова по статусу стали зависимой территорией Великобритании, а в 2002 году — британской заморской территорией. На этих условиях острова участвуют в почтовых операциях, регулируемых соглашениями ВПС. Почтовую связь на островах поддерживает ныне компания TCI Postal and Philatelic Bureau Services (Почтовая служба и филателистическое бюро Островов Теркс и Кайкос), которая подчинена Министерству внутренних дел, транспорта и связи (Ministry of Home Affairs, Transportation and Communication) и Министерству служб правительственной поддержки (Ministry of Government Support Services).
До недавнего времени почтовое ведомство на Островах Теркс и Кайкос не осуществляло доставку корреспонденции и не использовало почтовые ящики вне почтовых отделений для сбора почтовых отправлений. В 2012 году было объявлено, что Провиденсиалесе планируется размещать почтовые ящики в деловой части острова и других общественных местах.
В настоящее время на Островах Теркс и Кайкос используется почтовый индекс TKCA 1ZZ. Ранее острова не имели своего почтового индекса, и для почтовых отправлений применяли общий индекс для Британской Вест-Индии — BWI (сокращение от British West Indies).

## Выпуски почтовых марок

### Острова Теркс
Первая почтовая марка Островов Теркс увидела свет 4 апреля 1867 года. Это была однопенсовая марка красного цвета («One Penny Red»)[≡]. Марка переиздавалась много раз, на ней надпечатывались новые номиналы в диапазоне от ½ пенни до 4 пенсов. На марках значилась надпись: «Turks Islands» («Острова Теркс»).

### Острова Теркс и Кайкос
Первая почтовая марка Островов Теркс и Кайкос поступила в обращение 10 ноября 1900 года. Принадлежность почтовых марок указывалась текстом: «Turks and Caicos Islands» («Острова Теркс и Кайкос»).
Первые памятные марки были эмитированы в 1935 году.
В классический период некоторые из сюжетов и дизайнов марок были специфическими для Островов Теркс и Кайкос. Так, добыча морской соли, имевшая в прошлом важное экономическое значение для островов, представлена на нескольких почтовых марках:
- Примеры почтовых марок Островов Теркс и Кайкос середины XX века на тему добычи соли
- 1938: сгребание соли. Профиль Георга VI (Mi #173)
- 1950: погрузка насыпной соли. Портрет Георга VI (Mi #147; Yt #147)
- 1957: добыча соли на острове Солт-Кей. Портрет Елизаветы II (Mi #173)

Острова Теркс и Кайкос участвовали во многих колониальных омнибусных выпусках, благодаря чему дизайн ряда марок островов был общим для британских колоний[≡].
В 1959 году были изданы марки в ознаменование новой конституции, поскольку острова стали отдельной колонией.
Первыми почтовыми марками, появившимися после получения нового статуса коронной колонии в 1962 году, стал омнибусный выпуск «Свобода от голода» от 4 июня 1963 года.
За промежуток в почти сто лет, с 1867 по 1963 год, была эмитирована 181 почтовая марка.
В 1973 году вышел первый почтовый блок Теркса и Кайкоса.
С 1970-х годов по настоящее время Острова Теркс и Кайкос в основном печатают марки, нацеленные на рынок коллекционеров-тематиков. Современные сюжеты марок и почтовых блоков отличаются большим разнообразием и посвящены историческим событиям, поп-культуре и природе.

## Военно-налоговые марки
Для островов в 1917—1919 годах выпускались военно-налоговые марки, представлявшие собой надпечатку на почтовых марках текста: «War tax» («Военный сбор»).

## Выпуски островов Кайкос
Несмотря на то, что эта группа островов не была политически независимой, 24 июля 1981 года ею были изданы собственные марки с надпечатками. Их появление было стимулировано компанией, занимающейся маркетингом почтовых марок, и изначально они не были приняты в мире филателии.
Марки, имевшие надпечатку «Caicos Islands» («Острова Кайкос»), выходили с 1981 года по 1985 год, но законность их выпуска в филателистической литературе ставилась под сомнение.
Впоследствии марки Островов Кайкос всё же использовались для почтовых отправлений, но их окончательный статус остаётся сомнительным. Сюжеты марок также нацелены на филателистической рынок различной тематической направленности.

## Каталогизация
В английских каталогах «Стэнли Гиббонс» сведения о почтовых выпусках Теркса и Кайкоса собраны в «красных» томах для марок Великобритании и Содружества наций:
Марочные эмиссии Островов Теркс и Кайкос (до 2014 года) и Островов Кайкос (в 1981—1985 годах) описаны в объединённом («жёлтом») томе каталога «Стэнли Гиббонс» для северных карибских территорий, Багам и Бермуд, четвёртое издание которого было опубликовано в 2016 году.

## Развитие филателии
Почтовая служба и филателистическое бюро Теркса и Кайкоса являются официальной организацией, распространяющей филателистическую продукцию островов.
В 2012 году администрация Почтовой службы и филателистического бюро Теркса и Кайкоса объявила о начале молодёжной программы, включающей планы открытия филателистических клубов при школах и вовлечения школьников в коллекционирование почтовых марок. В октябре того же года планировалось проведение филателистической выставки почтовых марок Теркса и Кайкоса.